# Faun (hudební skupina)
Faun je německá hudební skupina, která hraje pagan folk, darkwave a středověkou hudbu. Skupina byla založena roku 1998.

## Současní členové
- Oliver s. Tyr
- Rüdiger Maul
- Niel Mitra
- Stephan Groth
- Laura Fella
- Adaya

## Bývalí členové
- Fiona Frewert
- Katja Moslehner
- Elisabeth Pawelke
- Birgit Muggenthaler
- Sandra Elflein
- Rairda
- Sonja Drakulich

## Alba (k 2022)
- Zaubersprüche (2002)
- Licht (2003)
- Renaissance (2005)
- Totem (2007)
- Buch der Balladen (2009)
- Eden (2011)
- Von den Elben (2013)
- Luna (2014)
- Midgard (2016)
- XV - Best Of (2018)
- Märchen & Mythen (2019)
- Pagan (2022)